# Угляне
Угляне (хорв. Ugljane) — населений пункт у Хорватії, в Сплітсько-Далматинській жупанії у складі міста Триль.

## Населення
Населення за даними перепису 2011 року становило 398 осіб.
Динаміка чисельності населення поселення:

## Клімат
Середня річна температура становить 13,04 °C, середня максимальна – 27,70 °C, а середня мінімальна – -1,82 °C. Середня річна кількість опадів – 883 мм.
| Клімат поселення                              | Клімат поселення | Клімат поселення | Клімат поселення | Клімат поселення | Клімат поселення | Клімат поселення | Клімат поселення | Клімат поселення | Клімат поселення | Клімат поселення | Клімат поселення | Клімат поселення | Клімат поселення |
| Показник                                      | Січ.             | Лют.             | Бер.             | Квіт.            | Трав.            | Черв.            | Лип.             | Серп.            | Вер.             | Жовт.            | Лист.            | Груд.            |                  |
| Середній максимум, °C                         | 9,12             | 10,33            | 13,54            | 17,27            | 21,83            | 25,76            | 27,69            | 27,70            | 22,80            | 18,16            | 12,78            | 9,81             |                  |
| Середня температура, °C                       | 3,66             | 4,85             | 8,06             | 11,80            | 16,36            | 20,28            | 23,12            | 23,12            | 18,22            | 13,58            | 8,20             | 5,23             |                  |
| Середній мінімум, °C                          | −1,82            | −0,62            | 2,60             | 6,33             | 10,89            | 14,80            | 18,54            | 18,54            | 13,63            | 9,00             | 3,60             | 0,64             |                  |
| Норма опадів, мм                              | 76               | 65               | 70               | 76               | 61               | 58               | 39               | 54               | 76               | 97               | 114              | 97               |                  |
| Середньомісячна швидкість вітру, м/с          | 2.64             | 2.96             | 3.08             | 2.87             | 2.55             | 2.30             | 2.32             | 2.16             | 2.41             | 2.48             | 3.00             | 3.00             |                  |
| Середньомісячна сонячна радіація, кДж/м²·день | 5507             | 8249             | 11945            | 16210            | 20174            | 22790            | 24541            | 21528            | 16013            | 10448            | 5985             | 4672             |                  |
| --------------------------------------------- | ---------------- | ---------------- | ---------------- | ---------------- | ---------------- | ---------------- | ---------------- | ---------------- | ---------------- | ---------------- | ---------------- | ---------------- | ---------------- |
| Джерело:                                      |                  |                  |                  |                  |                  |                  |                  |                  |                  |                  |                  |                  |                  |